# Five Points (Manhattan)
Five Points foi um bairro em Lower Manhattan, Nova York. O bairro, construído no século XIX, era geralmente definido como sendo limitado pela Center Street a oeste, a Bowery a leste, a Canal Street ao norte e Park Row ao sul. Ao longo do século XX, a antiga área de Five Points foi gradualmente remodelada, com as ruas alteradas ou fechadas. A área é agora ocupada pelo Civic Center a oeste e sul, que inclui as principais instalações federais, estaduais e municipais, e o Monumento Nacional do Enterro Africano. Para o leste e norte, a antiga área Five Points está localizada em Chinatown.
Five Points ganhou notoriedade internacional como uma favela densamente povoada, infestada de doenças e pelo crime que existiu ali por mais de 70 anos.